# Ђорђе Миловановић (војвода)
Ђорђе Миловановић „Гузоња“ (Железник, око 1765 — Рудничка нахија, 1817) био је један од најзначајнијих команданата из околине Београда током Првог српског устанка, уз војводе Јанка Катића, Симу Марковића, Васу Чарапића и Павла Поповића .

## Биографија
Иако Миловановић није учествовао на скупу устаника у Орашцу почетком фебруара 1804. године, он се као један од угледнијих и способнијих људи из Посавине, и Нахије београдске одмах ставио на располагање Карађорђу Петровићу и осталим војводама.
Учесник је Скупштине у Остружници 1804. године и један од преговарача са дахијама у Земуну. Током првих година Устанка имао је звање буљубаше, затим бимбаше, да би 1811. године постао командант београдске тврђаве. По пропасти Устанка 1813. године највероватније није напустио Србију као већина војвода, већ је остао да са народом подели судбину. У Другом српском устанку није узео учешћа, да би под неразјашњеним околностима био убијен негде у Рудничкој нахији 1817. године.
<Ненад Лукић, Ђорђе Миловановић Гузоња, командант београдске тврђаве 1811-1813> 

## Скупштина у Остружници
Био је организатор и учесник Првог српског устанка у Железнику, заједно са братом Арсенијем један од највиђенијих људи тога доба и краја. Био је делегат на Скупштини у Остружници. На скупу у Остружници су поред Карађорђа учествовали и Ђорђе Миловановић из Железника (Познат као десна рука Карађорђа), као и остале војводе и кнезови.
На састанку су формулисани захтеви у 9 тачака, који су сачувани у архиви Проте Матеје Ненадовића. Ови захтеви обухватају друштвено-економска питања и политичка питања положаја раје у феудалном поретку, као и форме самоуправе у оквиру Турског царства.

### Опсада Београда
После састанка у Земуну, устаничке старешине заједно са својом војском почеле су се прикупљати око Београда. Крагујевачку и рудничку војску предводио је Карађорђе, а ваљевску и шабачку Јаков Ненадовић, прота Матија, Живко Дабић, Остоја Спуж и Андрија Витомировић. Њихов основни циљ био је ослобођење Београда. Када је Карађорђе пошао у сусрет ваљевској војсци, 9. маја 1804. године, Турци су покушали да га спрече, али безуспешно. Турке су предводиле дахије и Алија Гушанац. Велики успех ове битке је то што се сузила опсадна линија око Београда. Убрзо затим, ослобођен је Пожаревац 12. маја и Смедерево 6. јула 1804. године. Београдску Карађорђеву војску је предводио Ђорђе Миловановић из Железника.

## Живот кнеза у Карађорђевој Србији
Основе државности у устаничкој Србији постављене су радом Народне скупштине, Правитељствујушћег совјета и доношењем законика. 14. августа 1805. године, на Скупштини устаничких старешина у Борку, донета је одлука о оснивању Правитељствујушчег совјета сербског као централног органа власти у устаничкој Србији, а ради решавања разних животних питања. Међу појединим устаничким и нахијским старешинама постојале су тежње да се Совјетом донекле ограничи Карађорђева власт.
Совјет је нарочито радио на организовању сеоских, кнежинских и нахијских судова, а он сам је до 1811. деловао као врховни суд. Временом је Совјет обављао све више послова, одигравши значајну улогу у организовању власти и функционисању устаничке државе.

## Смрт кнеза
По пропасти Устанка 1813. године највероватније није напустио Србију као већина војвода, већ је остао да са народом подели судбину. У Другом српском устанку није узео учешћа, да би под неразјашњеним околностима био убијен негде у Рудничкој нахији 1817. године.